# 이시카와 다쓰조

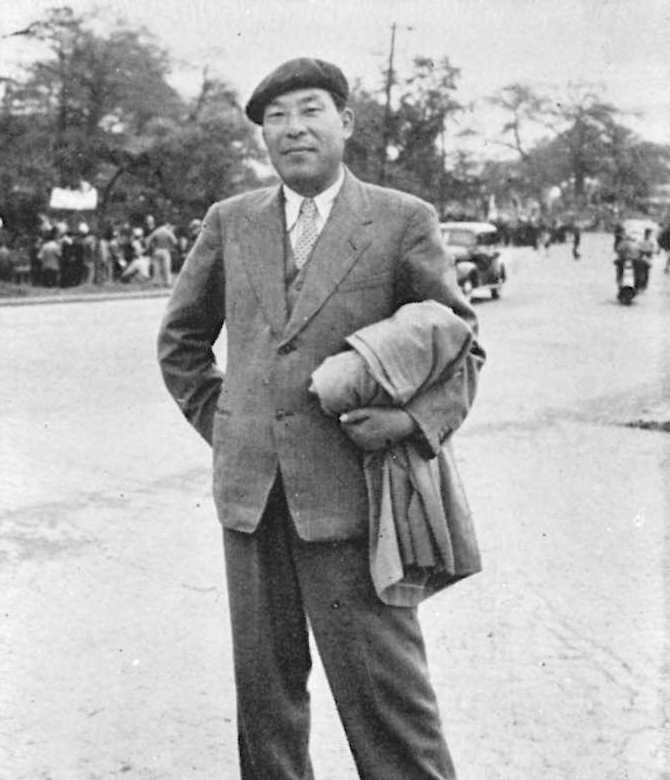

이시카와 다쓰조(石川達三, 1905년 7월 2일 ~ 1985년 1월 31일)는 일본인 작가이다. 아쿠타가와 류노스케상의 첫 수상자이다.

## 생애
일본 아키타현 요코테시에서 태어났다. 교토시, 오카야마현을 포함한 여러 장소에서 자랐다. 와세다 대학 문학부에 들어갔으나 중퇴하였다. 1930년 일본을 떠나 브라질로 건너가서 농장에서 일했다. 이시카와는 자신의 브라질에서의 경험에 기반을 둔 소설 "창맹"으로 1935년 아쿠타가와 류노스케상 첫 수상자가 되었다.

## 작품
- 창맹(蒼氓): 1935년
- 살아있는 병대(生きている兵隊): 1945년
- 금화식(金鐶蝕): 1966년

## 수상
- 1935년: 아쿠타가와 류노스케상(창맹)[1]
- 1969년: 기쿠치 칸상